# Memar Əcəmi (stanice metra v Baku)
Memar Əcəmi je stanice na lince 2 metra v Baku, která se nachází mezi stanicemi 20 Yanvar a Nəsimi. Je možné na ní přestoupit do stanice Memar Əcəmi-2, která patří k lince 3.

## Popis
Stanice Memar Əcəmi byla otevřena 31. prosince 1985 spolu s úsekem Nizami – Memar Əcəmi.